# Apoio comportamental positivo
Apoio Comportamental Positivo é um modelo de gestão de comportamento usado para compreender o que é que está na origem do comportamento desafiante de um indivíduo, tendo como finalidade prevenir comportamentos problemáticos e incentivar comportamentos pró-sociais.